# Nikola Mirkov

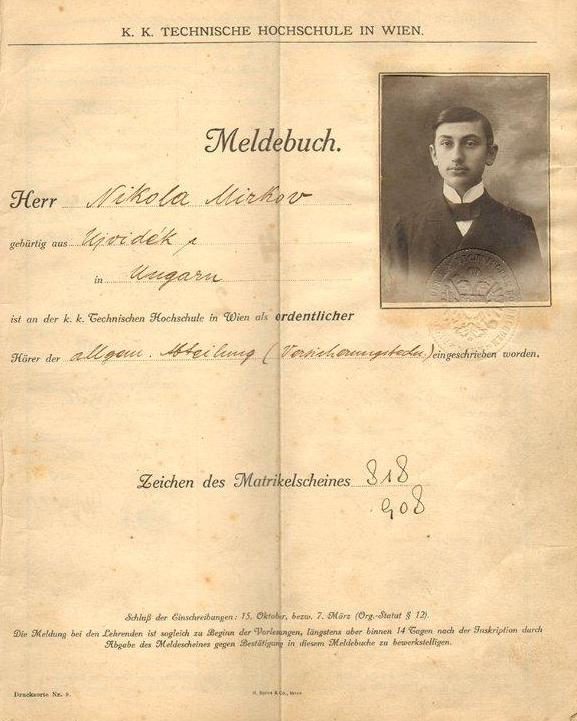
Průkaz Nikoly Mirkova na technické škole ve Vídni

Nikola Mirkov (v srbské cyrilici Никола Мирков; 13. května 1890, Novi Sad, Rakousko-Uhersko – 23. července 1957, Curych, Švýcarsko) byl srbský a jugoslávský inženýr, autor modernizace kanálu Dunaj–Tisa–Dunaj.

## Životopis
Studoval v Novém Sadu, později techniku ve Vídni i v Budapešti. V meziválečném období se zabýval rozvojem a modernizací inženýrských sítí v Novém Sadu; podílel se na stavbě kanalizace, vybudování mostu přes Dunaj, přístavu i přestavby místního železničního uzlu (uskutečněné až po druhé světové válce).[zdroj?] Zajímal se o odvodňování mokřad, kterých bylo v oblasti jižní Vojvodiny nemálo. Účastnil se Pařížské mírové konference v roce 1946, kde jako odborník na vodohospodářství komentoval případné úpravy hranic s ohledem na vodní toky.
Svoji ideu transformace malého a velkého báčského kanálu; propojení a rozšíření vypracoval v roce 1947 a následně představil zástupcům Autonomní oblasti Vojvodina. Tehdejší oblastní vláda jej zařadila do svého pětiletého plánu rozvoje a vyčlenila na jeho výstavbu 4,5 miliardy jugoslávských dinárů. Během první fáze příprav kanálu navázal spolupráci s experty z USA, Itálie i Francie. Sám sice musel přetrpět zastavení prací kvůli zhoršené politické situaci v zemi (roztržka Tita se Stalinem v roce 1948), mohutná sucha, která však Vojvodinu postihla v letech 1950 a 1952, (a kvůli kterým musela Jugoslávie dovážet obilí ve velkém ze zahraničí)[zdroj?] však donutila tehdejší politické představitele práce na kanálu obnovit.
Mirkov se dokončení stavebních prací nedočkal. Zemřel 23. července 1957 ve švýcarském Curychu.